# Yannis Anft
Yannis Anft (* 1993) ist ein deutscher Jazzmusiker (Piano, Komposition).

## Leben und Wirken
Anft wuchs in Köln auf. Nach einer vorwiegend klassischen Klavierausbildung begann sich sein Interesse am Jazz zu entwickeln. Es folgte privater Klavierunterricht bei Hans Lüdemann und 2012/13 bei André Nendza an der Jazz Haus Schule die Vorbereitung auf das Musikstudium. Seit Herbst 2013 studiert er an der Hochschule für Musik und Tanz Köln Jazz-Piano bei Lehrern wie Jürgen Friedrich, Hubert Nuss und Sebastian Gramss.
Anft ist in mehreren Bands aktiv wie dem Salomea Project um Rebekka Ziegler, Leif Bergers Der harte Kern, dem Quintett von Moritz Wesp, dem Quartett von Lisa Wulff und dem Quartett von Yaroslav Likhachev. Mit dem eigenen Yannis Anft Trio, das (mit Alexander Dawo und Leif Berger) 2017 das Album Fluff auf Toy Piano Records veröffentlichte, gehörte er 2016 zu den Finalisten um den Jungen Deutschen Jazzpreis. Im Trio Delusional Mind mit David Helm und Leif Berger veröffentlichte er 2022 das Album Melted into Air bei Boomslang Records. Konzerte und Tourneen mit verschiedenen Projekten führten Anft durch Deutschland und auf das Jazzablanca Festival in Marokko.